# Eleuterio Ramírez
Eleuterio Ramírez Molina (Osorno, 18 de abril de 1836-Tarapacá, 27 de noviembre de 1879) fue un militar chileno, héroe de la Batalla de Tarapacá.

## Biografía
Provenía de una familia militar: su padre fue el sargento mayor del ejército patriota José María Ramírez Díaz y su madre Marcelina Molina Asenjo, era hija del comandante del batallón Valdivia Lucas Molina.
Ingresó al Ejército a los 18 años, incorporándose a los Gendarmes de Línea en 1855. Tres años después fue ascendido a Ayudante Mayor.
El cuerpo de Gendarmes se transformó en el batallón regular de Infantería N.º 5 por motivo de la Revolución de 1859, en la cual participó en la Batalla de Cerro Grande, donde fueron vencidas las fuerzas revolucionarias de Pedro León Gallo.
Convertido en capitán a los 22 años, se le trasladó al batallón de Infantería 2.º de Línea, donde logró ascender durante las campañas de ocupación de la Araucanía.
Un gran avance en su carrera se debió a la protección del Presidente de la República, don Federico Errázuriz Zañartu, dada su relación de parentesco (el hermano de Errázuriz era casado con una hermana de Ramírez). En estas circunstancias, y por sus propios méritos, fue ascendido a comandante del Regimiento 2.º de Línea.

## Guerra del Pacífico
Encontrándose al mando del regimiento 2.º de Línea, esta unidad fue una de las primeras comisionadas para dirigirse al escenario de operaciones al estallar la Guerra del Pacífico en 1879.
El 23 de marzo de 1879, participó junto a las fuerzas de Emilio Sotomayor Baeza en la Batalla de Topater, defendida por una fuerza boliviana al mando de Ladislao Cabrera y don Eduardo Abaroa. A raíz de lo anterior, es designado gobernador militar de Calama.
Al proseguir la guerra, él y su regimiento se dirigieron al teatro de operaciones de Tarapacá, aunque no participó en el asalto a Pisagua.

### Batalla de Tarapacá

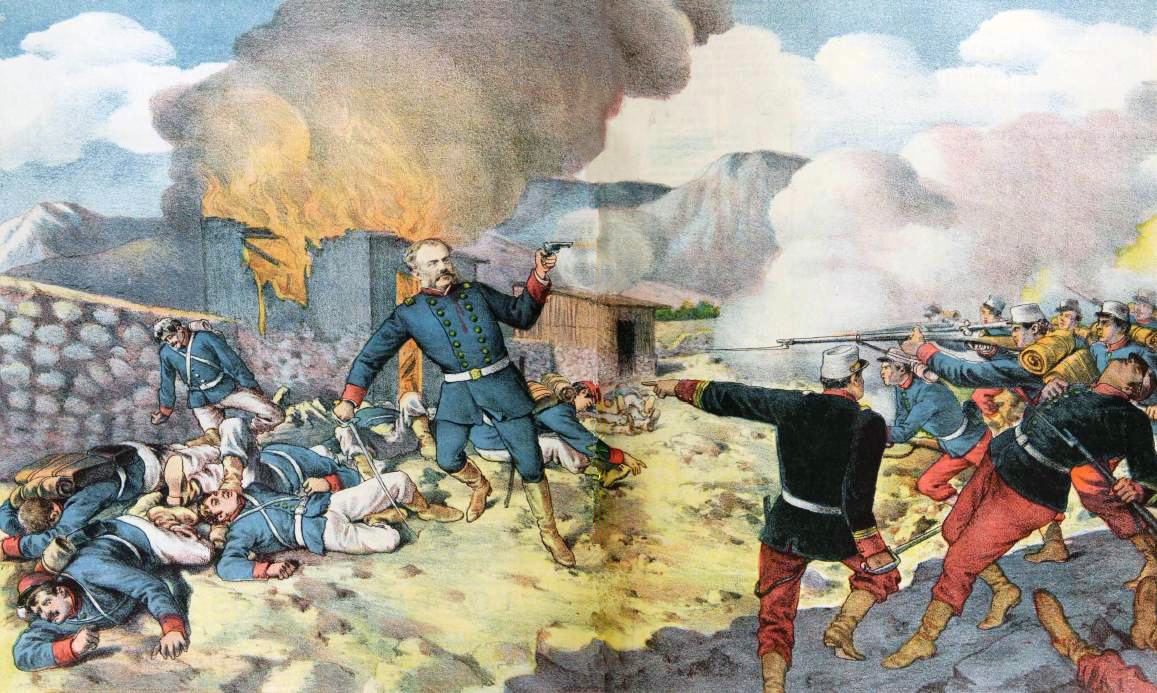
Litografía de la Batalla de Tarapacá y la muerte de Eleuterio Ramírez.

Después de la Batalla de Dolores, el general Erasmo Escala Arriagada envió a su Jefe de Estado Mayor, coronel Luis Arteaga, a perseguir a los aliados pues según sus propias palabras: "en este momento, sé por el capitán Víctor Lira Errazuriz que en Tarapacá debe haber muchos enemigos y que pueden pasar de mil...". Las fuerzas aliadas en Tarapacá, sin embargo, pasaban de 4.000 efectivos a los que tendría que enfrentarse la expedición de Arteaga de 2300 hombres. Casi la mitad la conformaban los soldados del 2.º de Línea, al mando del teniente coronel Eleuterio Ramírez.
Al entablarse la batalla, Ramírez avanza con el 2.º de Línea, dos cañones y 25 cazadores. Cuando vio el valle donde tendría que batallar, exclamó: "me mandan al matadero".
Se dio una lucha furiosa que otorgó en definitiva la victoria a los peruanos. Sus hombres, diezmados por los disparos, le habían dejado una fuerza efectiva de no más de 200 soldados, y su jefe se encontraba herido por un balazo.
Después de un último intento de ataque, ordenó replegarse, pero fue herido de muerte.
Moribundo, organizó la última defensa contra los peruanos en el fondo del valle, atrincherándose en una choza. Con su revólver continuó defendiéndose, hasta que una tercera bala que dio en el oficial chileno le significó la muerte. Junto a él, murieron los últimos de sus soldados. Este hecho lo hizo merecedor del apodo "El León de Tarapacá".

## Homenajes

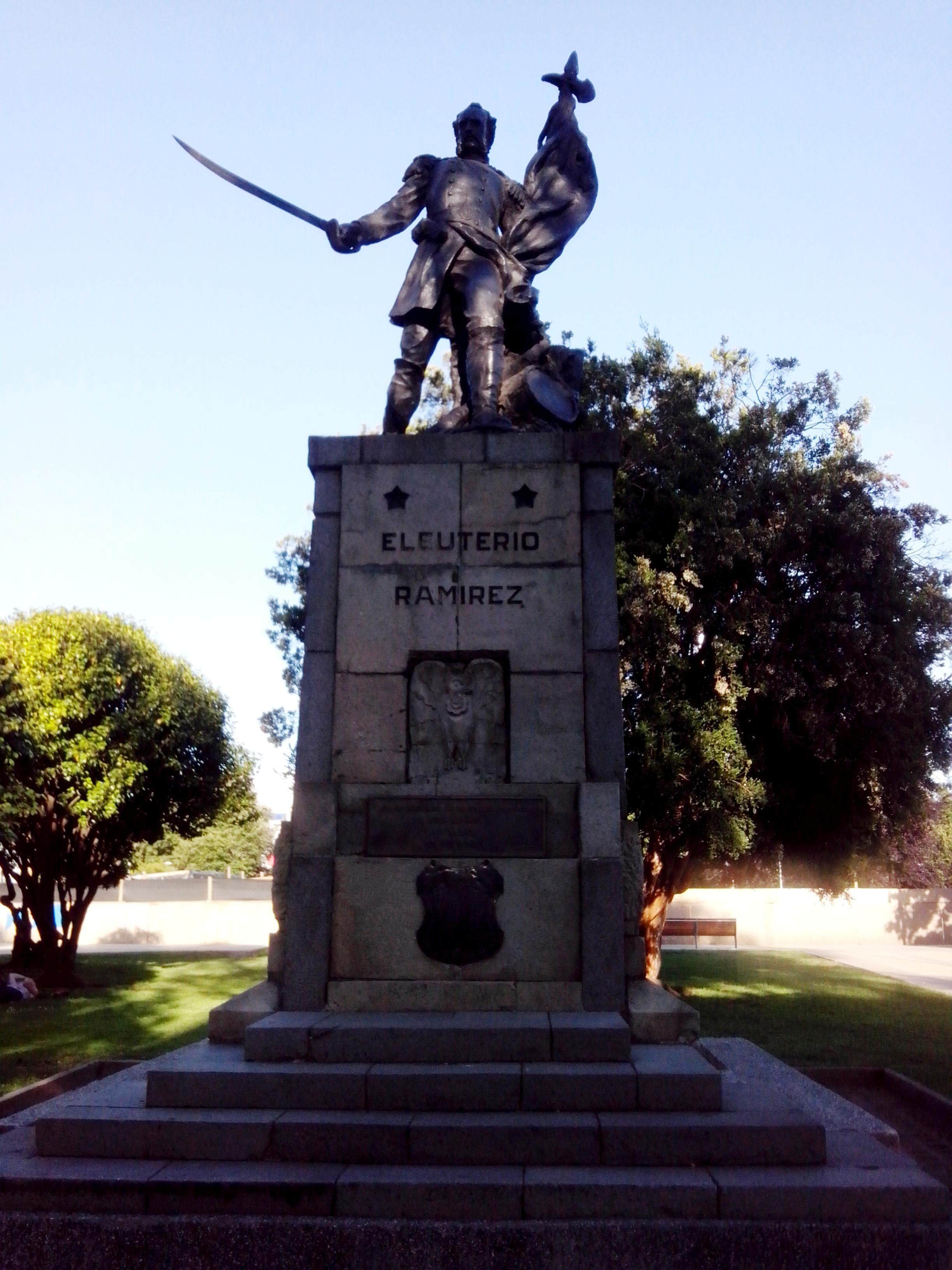
Monumento a Eleuterio Ramírez en la Plaza de Armas de Osorno.

Sus restos descansan en el interior del "Regimiento de Infantería Nº2 Maipo" (ex 2.º de Línea) ubicado en Playa Ancha, Valparaíso. Su cripta mausoleo fue inaugurada en 1937 por el presidente Arturo Alessandri Palma, y puede ser visitada por la población civil y por los soldados conscriptos que ingresan cada año a cumplir con su servicio militar. Esta unidad militar es uno de los pocos regimientos del mundo en ser custodios de los restos de su héroe máximo; a diferencia del resto de los caídos ese día, los cuales descansan en una fosa común, señalizada con un monumento, situada en el mismo lugar donde se libró la batalla.
Igualmente destaca su escultura en su ciudad de nacimiento (Osorno), la cual está situada en la Plaza de Armas de Osorno; la cual fue inaugurada el 11 de diciembre de 1927.
Una calle lleva su nombre en la ciudad de Los Ángeles, en San Javier y es la calle principal del centro de la ciudad de Osorno.